# Toomaj Salehi

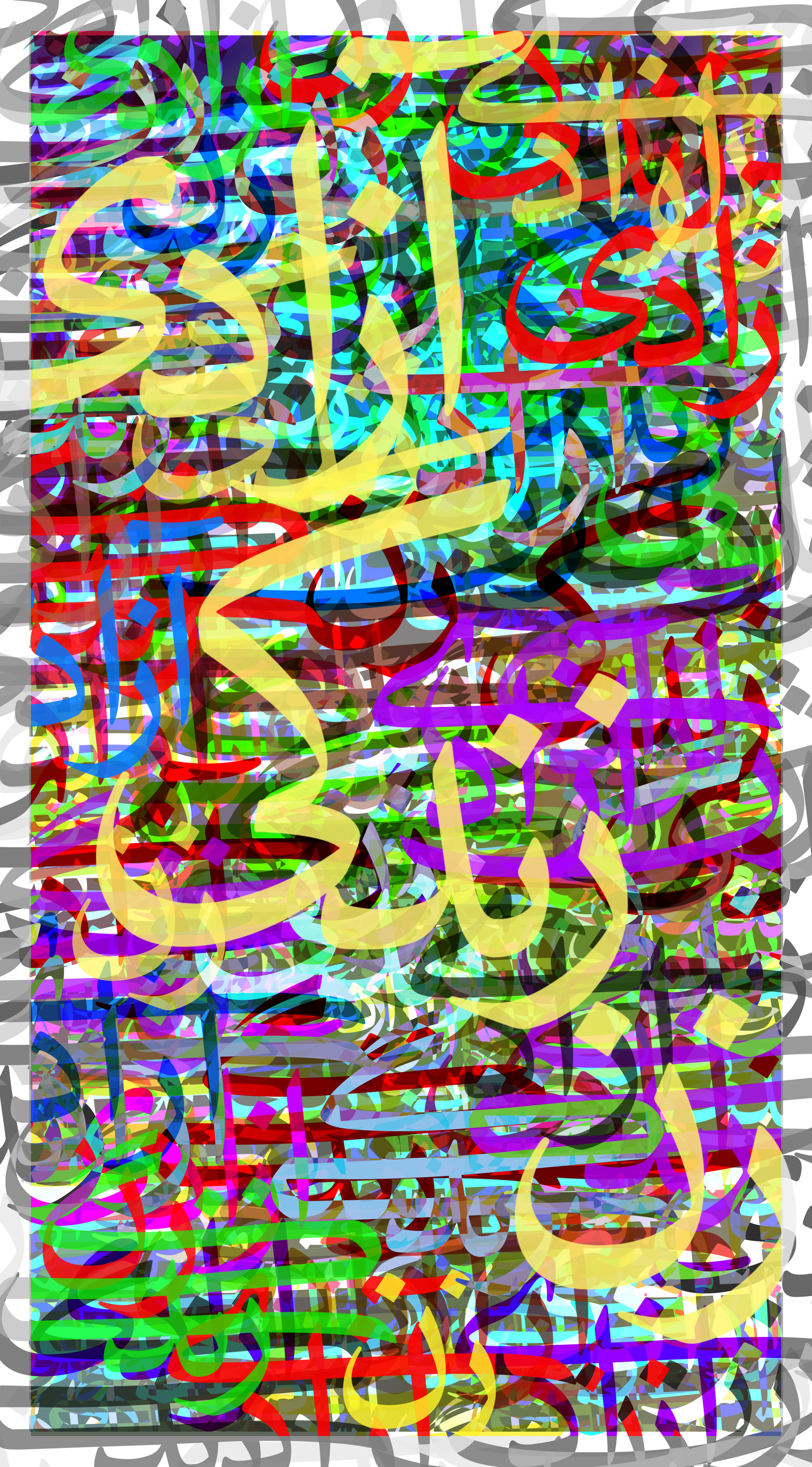
"Vrouw, leven, vrijheid", een van de leuzen van de demonstranten

Toomaj Salehi (Perzisch: توماج صالحی ; Isfahan, 3 december 1990) is een Iraanse hiphopmuzikant en rapper die vooral bekendstaat om zijn protestliedjes over maatschappelijke kwesties in Iran en het beleid van de regering van de Islamitische Republiek Iran. In juli 2023 veroordeelde de Iraanse regering Salehi tot zes jaar gevangenisstraf voor deelname aan de protesten in 2022, waarbij de leus jin, jiyan, azadi of zan, zendegi, azadi (in het Nederlands "vrouw, leven, vrijheid" of "vrouwen, leven, vrijheid") veel werd gebruikt en de hashtag #WomenLifeFreedom. Op 24 april 2024 werd Salehi ter dood veroordeeld voor zijn deelname aan de protesten, waarna het vonnis in juni 2024 naar verluidt werd vernietigd door het Hooggerechtshof.

## Persoonlijk
Toomaj Salehi werd geboren op 3 december 1990 en groeide op in Isfahan, Iran. Zijn moeder stierf aan kanker toen hij twaalf was. Hij studeerde werktuigbouwkunde en werkte vervolgens in de werkplaats van zijn vader in een buitenwijk van Isfahan. Zijn ouders behoorden tot de arbeidersklasse, maar waren leden van het Bakhtiari-volk, een etnische groep die invloedrijk is in de Perzische politiek doordat er vaak stamoudsten uit voortkwamen. Salehi's vader was een activist en toen enkele jaren na de Iraanse Revolutie van 1978 een nieuwe regering aan de macht kwam was Salehi's vader naar verluidt een van de duizenden linkse mensen die werden gearresteerd en die acht jaar politieke gevangenen waren. Zijn moeder werd in die tijd ook kort vastgehouden.
Toomaj Salehi maakte door zijn broer kennis met rapmuziek en werd naar eigen zeggen beïnvloed door Tupac Shakur. Hij begon als tiener met het schrijven van zijn eigen teksten.

## Carrière
Salehi begon zijn muzikale carrière op 26-jarige leeftijd. Aanvankelijk wilden de studio's zijn werk niet uitbrengen omdat het te openlijk politiek was, maar toen er in heel Iran protesten plaatsvonden, wonnen zijn liedjes aan populariteit. Hij werd een hiphopmuzikant en rapper die vooral bekend stond om zijn protestliederen over Iraanse maatschappelijke kwesties en het beleid van de Iraanse regering. Salehi's onderwerpen zijn onder meer politieke repressie, religieuze druk, de economie, vrouwenrechten en corruptie door de autoriteiten. Rap is verboden in Iran en anderen gebruiken pseudoniemen om vervolging te voorkomen, maar Salehi heeft altijd zijn echte naam gebruikt. Hij mocht niet live optreden in Iran. 
Zijn lied Soorakh Moosh ("muizengat" of "rattengat") uit 2021 richt zich rechtstreeks op de Islamitische Republiek, op westerse landen en organisaties die de onderdrukking door de vingers zien, waarbij hij de in de VS gevestigde lobbygroep National Iranian American Council (NIAC) bij naam noemt.
Hij steunde openlijk de "vrouw, leven, vrijheid"-beweging en de protesten na de dood van Mahsa Jina Amini in 2022. Hij heeft aanhangers over de hele wereld, waaronder ook van de band Coldplay en zanger Sting, omdat hij zich uitspreekt over mensenrechtenschendingen, onrecht en ongelijkheid.
Salehi werkte verder als arbeider in een metaalbewerkingsfabriek.

## Arrestaties en veroordelingen

### 2021
De Iraanse veiligheidstroepen arresteerden Salehi op 12 september 2021 in zijn huis in Shahin Shahr, nabij Isfahan. Hij werd beschuldigd van "propaganda tegen het regime" en "het beledigen van de hoogste leiderschapsautoriteit". Hij werd op 21 september 2021 op borgtocht vrijgelaten, in afwachting van een proces. Op 23 januari 2022 veroordeelde de Iraanse Revolutionaire Garde van Shahin Shahr hem tot zes maanden gevangenisstraf en een boete.

### 2022-2023
Salehi werd op 30 oktober 2022 opnieuw gearresteerd tijdens de Mahsa Amini-protesten. Persbureau Fars, aangesloten bij de Revolutionaire Garde, beschreef hem als een van "de leiders van de rellen die geweld propageerden". De staatsmedia stelden ook dat Salehi werd gearresteerd tijdens het oversteken van een grensovergang, een bewering die werd ontkend door de beheerder van de socialemediakanalen van Salehi, die rapporteerde dat hij was gearresteerd in de provincie Chaharmahal en Bakhtiari, en niet in een grensprovincie. Salehi werd naar verluidt in de Evin-gevangenis geplaatst. Volgens zijn familie hebben de Iraanse autoriteiten Salehi gemarteld terwijl hij in gevangenschap zat.
Zijn laatste YouTube-video van voor deze arrestatie bevatte de tekst: "Iemands misdaad was dansen met haar haar in de wind. Iemands misdaad was dat die dapper was en bekritiseerd werd..."; een directe verwijzing naar de dood van Mahsa Jina Amini.
In juli 2023 werd Salehi veroordeeld tot zes jaar en drie maanden gevangenisstraf. Op 18 november 2023 werd hij kort op borgtocht vrijgelaten. Gedurende deze tijd bracht hij een video uit waarin hij stelde dat hij na zijn arrestatie zwaar was gemarteld en 252 dagen in eenzame opsluiting had gezeten, maar dat hij niet had bekend, zoals werd beweerd. Hij zei dat de martelingen onder meer bestonden uit het krijgen van adrenaline-injecties zodat hij niet flauwviel, in elkaar geslagen worden, het breken van zijn armen, benen en vingers en opsluiting in een cel die meer dan 200 dagen voortdurend verlicht was. Elf dagen nadat hij op borgtocht was vrijgelaten arresteerde het Ministerie van Inlichtingen hem in Babul opnieuw wegens het verspreiden van 'nepnieuws'.
Er vond een nieuw proces plaats voor een lagere rechtbank; deze vernietigde de eerdere uitspraak van het Hooggerechtshof en voegde nieuwe aanklachten toe. Salehi werd beschuldigd van "Mohareb" ('oorlog voeren tegen God') door 'corruptie op aarde', een misdrijf waarop de doodstraf kan staan, en het 'verspreiden van propaganda', het 'samenwerken met een vijandige regering' en het 'aanzetten tot geweld'. Volgens Salehi's neef Azadeh Babadi werd Salehi het recht ontzegd om een advocaat te kiezen, en kreeg er in plaats daarvan een door het regime toegewezen. Op 24 april 2024 werd hij door het Islamitische Revolutionaire Hof van Isfahan ter dood veroordeeld wegens 'oorlog voeren tegen God' en 'corruptie op aarde', een vage maar ernstige aanklacht waar de doodstraf op kan volgen. Hij kreeg twintig dagen de tijd om in beroep te gaan.

### 2024
De doodstraf in Iran wordt doorgaans uitgevoerd door ophanging, met zeer weinig voorafgaande kennisgeving. In een interview met Shargh op 24 april 2024 betoogde een van Salehi's advocaten, Amir Raesian, dat dit doodvonnis niet strookte met de vernietiging van zijn oorspronkelijke vonnis door het Hooggerechtshof. Volgens Raesian heeft het Iraanse Hooggerechtshof op 22 juni 2024 het eerdere doodvonnis uit april 2024 vernietigd en een nieuw proces bevolen. Het Hooggerechtshof zou ook van oordeel zijn dat Salehi's vorige straf uit 2023 in strijd was geweest met de regels met betrekking tot de veroordeling voor meerdere misdaden.

### Steun
Salehi heeft de steun van veel jonge Iraniërs, van wie sommigen straatprotesten hebben georganiseerd, en van de Iraanse diaspora. Op sociale media is de hashtag #FreeToomajSalehi in het leven geroepen. Zijn vriend en muzikale partner, de rapper met de artiestennaam Afrasiab, bracht een video uit in Iran, waarin hij zei: "Uitvoering van dit vonnis zou de fout van de eeuw zijn. Toomaj is niet slechts één persoon: hij vertegenwoordigt een natie die zich niet laat vastketenen". Salehi wordt geprezen als een nationale held.
De Verenigde Naties hebben opgeroepen tot zijn vrijlating. Een petitie van de Index on Censorship waarin wordt opgeroepen tot zijn onmiddellijke en onvoorwaardelijke vrijlating is sindsdien ondertekend door meer dan 100 artiesten, schrijvers en muzikanten, waaronder Margaret Atwood, Sting en Coldplay.  Amnesty International voert in 2024 een campagne om Salehi te redden.
Hadi Ghaemi, uitvoerend directeur van het New Yorkse Centrum voor Mensenrechten in Iran, zegt dat de zaak van Salehi "de flagrante onwettigheid en onrechtvaardigheid van het rechtssysteem van de Islamitische Republiek onderstreept. Toomaj werd niet alleen gevangen gezet voor deelname aan een vreedzaam protest, maar nu heeft een lagere rechtbank, die optreedt als een moedwillig instrument van het veiligheidsapparaat van de staat, hem onrechtmatig ter dood veroordeeld. Deze groteske manipulatie van de rechtsgang is erop gericht om andersdenkenden het zwijgen op te leggen.

## Onderscheidingen
In 2023 werd aan Salehi, terwijl hij in de gevangenis zat, de Freedom of Expression Art Award toegekend van de Index on Censorship voor zijn "niet aflatende inzet om zijn vak te gebruiken als wapen tegen onrecht". De rapper schonk zijn geldprijs aan slachtoffers van recente overstromingen in Iran.
In 2024 werd aan Salehi, terwijl hij in de gevangenis zat, de Václav Havel-prijs toegekend voor creatieve dissidenten 2024.